# Kremplin
Kremplin je naslovni lik istoimenske romantične grozljivke avtorice Dese Muck iz leta 1996.

## Vsebina
Zgodba je razdeljena v dve ravni: prepletata se sedanjost in preteklost, ki jo skozi svoje spomine opisuje Kremplin. Naslovni lik s svojimi edinstvenimi značilnostmi in značajem ustvari napeto, čustveno in celo grozljivo zgodbo ter zlahka pritegne mladega bralca. Nauči nas, da nesmrtnost predstavlja dolgčas in samoto, prinaša izgubo ljubljenih ter strah navezati se na druge.

## Predstavitev literarnega lika
Krempin je književni lik, ki je v zgodbi opisan kot izganjalec duhov z bogatimi izkušnjami, diplomirani odstranjevalec zlih sil in doktor čarovniških znanosti. Rojen je bil konec 17. stoletja in skozi zgodbo predstavi svoje življenje vse do današnjih dni. Opisuje svoja prva srečanja s čarovništvom in svoje raznovrstne izkušnje na tem področju. Je hitro vzkipljiv in brez zadržkov kaže svoja čustva, je radoveden, iznajdljiv, ravna premišljeno, s starostjo pa je pridobil tudi modrost. Ena izmed njegovih izpovedi bralcu odkrije skrivnost, kaj mu daje nesmrtnost.

## Analiza pripovedi
Pripoved, namenjena mladini, buri domišljijo. Omogoča pogled v svet, kjer se zle sile uprejo človeku. Zgodba na nek način zrcali podobo sodobnega časa, kjer se ljudje s svojimi problemi in tegobami velikokrat obračajo k strokovnjakom različnih področij po pomoč, sami pa pred reševanjem svojih problemov bežijo.

## O avtorici
Desa Muck se je rodila v Ljubljani, 29. avgusta 1955. Je svobodna umetnica, ki večinoma piše za mladino. V svojih delih na humoren, duhovit in napet način obravnava probleme odraščajočih v odnosu do odraslih, sovrstnikov, šole, drog, spolnosti … Piše tudi za mlajše otroke in za odrasle.
Njena najbolj znana dela so zbirke o Anici, Blazno resno o ... (seksu, šoli, slavi …), Lažniva Suzi, Sama doma, Panika ... Knjiga Blazno resno zadeti je bila uprizorjena, v vlogi Dese pa je nastopila kar sama.

## Literarni viri
- Muck, D. (1996): Kremplin, Mohorjeva založba, Celovec.